# Кодак (Софиевский район)
Кодак (укр. Кодак) — село,
Ордо-Василевский сельский совет,
Софиевский район,
Днепропетровская область,
Украина.
Код КОАТУУ — 1225286604. Население по переписи 2001 года составляло 47 человек.

## Географическое положение
Село Кодак находится на расстоянии в 3 км от села Сергеевка и в 4-х км от села Водяное.
По селу протекает пересыхающий ручей с запрудой.